# 無常 (死神)

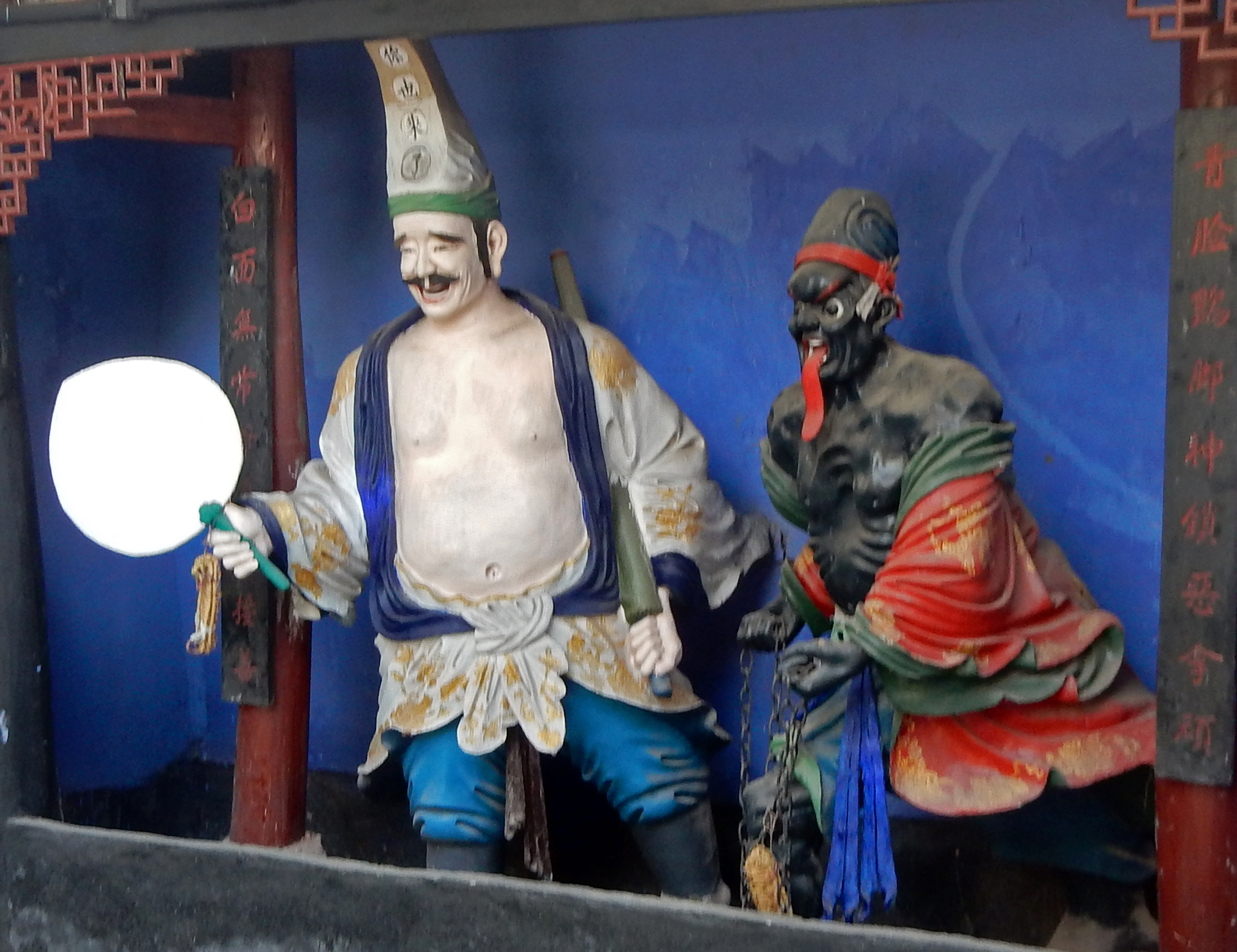
無常の塑像、重慶市酆都の酆都鬼城にて

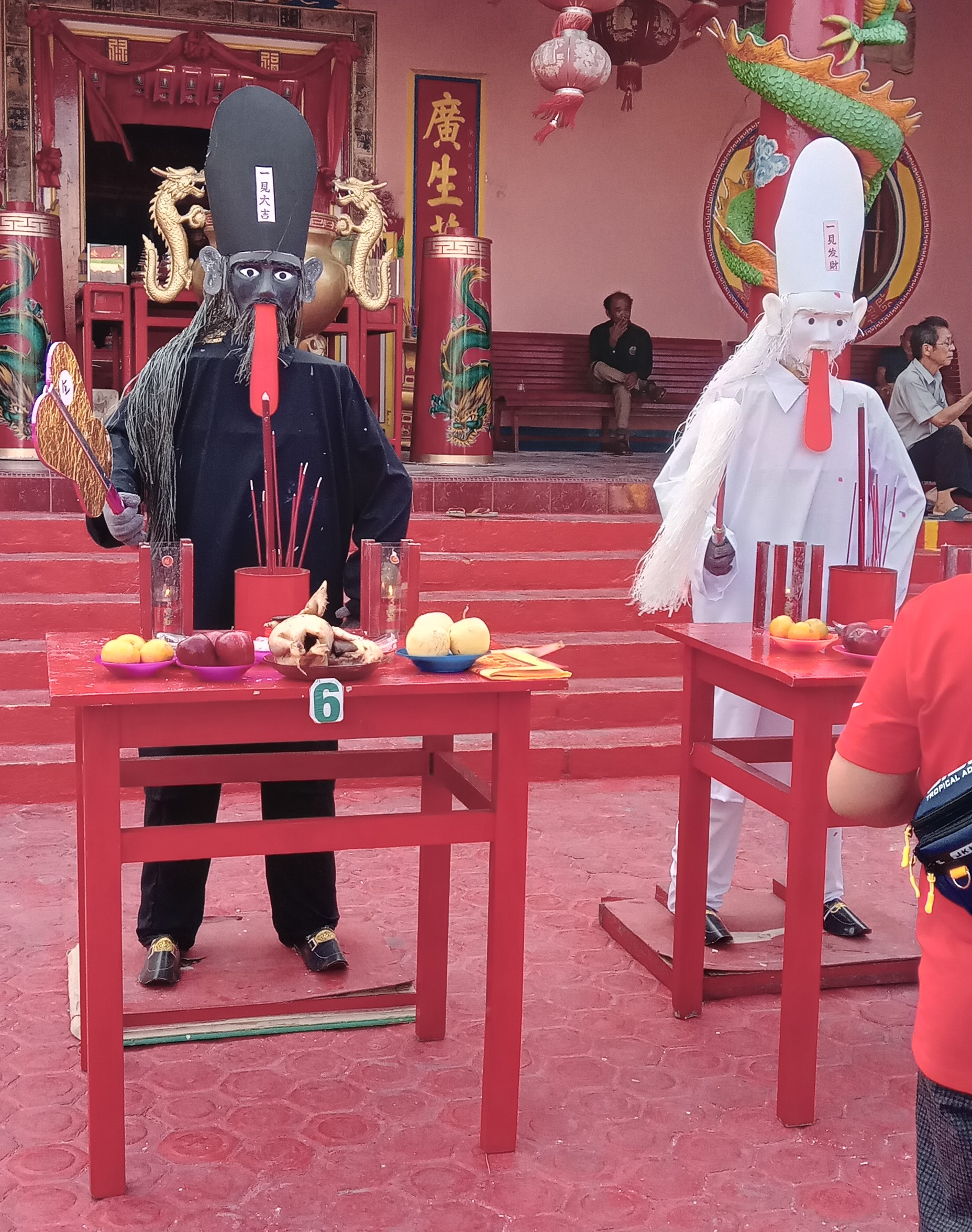
インドネシアの華人社会にて

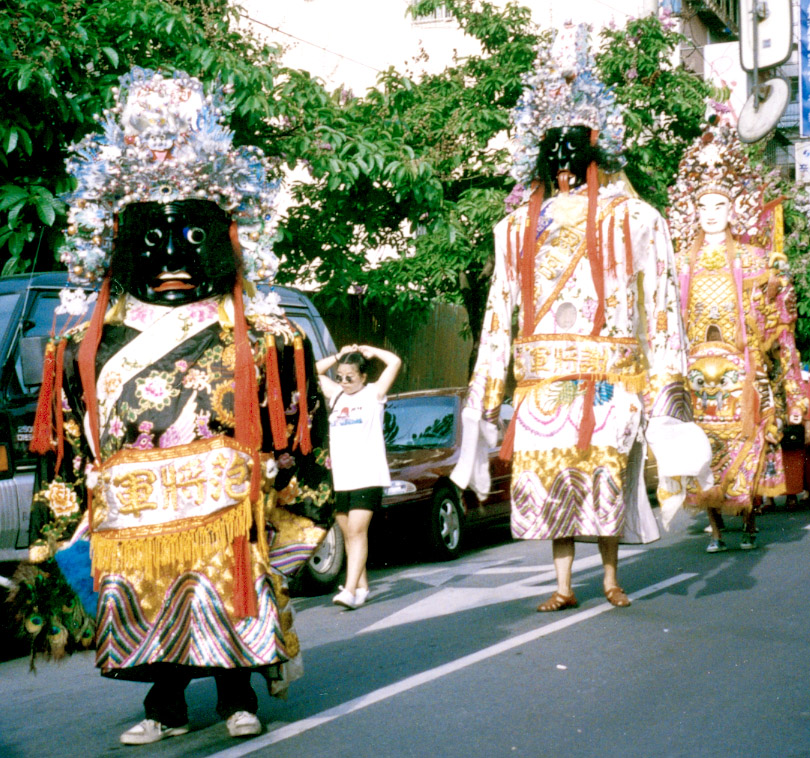
無常の被り物、台湾にて

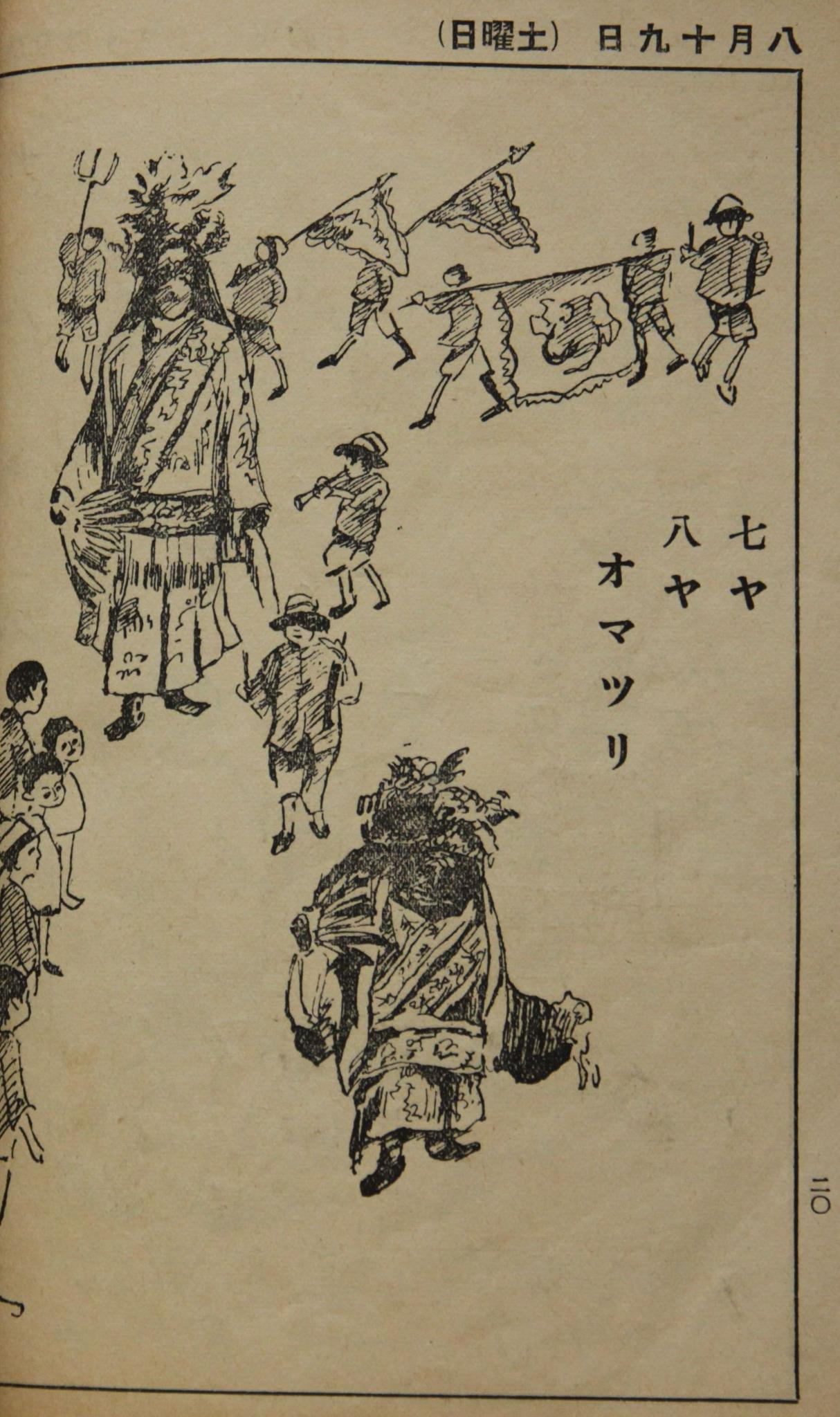
日本統治時代の台湾の教科書（1933年）

無常（むじょう）は、中国の民間信仰における死神の一種。寿命を迎えた人間の魂を捕らえる冥界の役人。福を招く財神とされる場合もある。黒色と白色の二人組とされる場合が多く、黒白無常（こくはくむじょう）などとも呼ばれる。

## 名称
大谷 2023によれば、本来は仏教の用語だった「無常」が、死を象徴する語として通俗化した後、民間信仰中の死神（魂を捕らえる冥界の役人、勾魂使者ともいう）の名称になったと推測される（詳細後述）。
無常には多くの別名がある。
- 無常鬼[3][4]
- 走無常[注釈 1][6]
- 黒無常と白無常（黒白無常）[1]
- 活無常（白）と死有分（黒）[7]
- 謝必安（白）と范無救（黒）[注釈 2][8]
- 謝将軍（白）と范将軍（黒）（謝范将軍（中国語版））[9] - 八家将（中国語版）に含まれる[10]
- 七爺（白）と八爺（黒）（七爺八爺）[9]
- 大爺伯（白）と二爺伯（黒）（大二爺伯）[11]

## 特徴
地域によって特徴が異なる。しばしば見られる特徴として以下がある。
- 白と黒の二人組である（白単体の場合もある）[13]。
- 白は長身、黒は短身の凸凹コンビである[14]。
- 高帽子を被っており、白の高帽子には「見吾生財」（我に出会えば財を成す）「天下太平」といっためでたい言葉、黒の高帽子には「見吾死哉」（我に出会えば死ぬ）といった不吉な言葉が書かれている[15]。
- 白は傘・扇子・元宝、黒は魂を捕縛するための鎖を所持している[1]。
- 白は口から長い舌を出している[1]。
- 白は福を招く財神とされる場合もある[2]。
- 勧善懲悪の倫理的神とされる場合もあれば、悪人に金品を与えて欲に溺れさせる非倫理的神とされる場合もある[16]。
- 元々は人間だったが、善行や悲劇的死により、死後に神として祀られるようになった、という伝承（媽祖や関帝と同様の成神譚）がある[17]。
- 冥界神のヒエラルキーにおいては下位の存在であり、近い位の牛頭馬頭らとともに、上位の閻羅王（中国語版）（閻魔大王）・東嶽大帝（太山府君）・城隍神らに仕える[18]。
- 「無常嫂」などと呼ばれる妻とその子供がいる[19]。
- 人間の巫者が無常の役割を代行する場合や[5]、タンキーが無常を自身に憑依させる場合もある[20]。

## 歴史・受容
無常の起源は不明確である。文献に見える限りでは宋代から、六朝志怪小説以来存在する「勾魂使者」の別名に「無常」が加わった。清代中期の乾隆年間頃から、無常が勾魂使者の新種として独立し、現在知られる特徴が徐々に形成された。特徴形成の背景に、妖怪の摸壁鬼や山魈との混交があった、と推測される。
魯迅は無常マニアでもあり、『無常』という随筆を書いている（『朝花夕拾』所収）。
21世紀現代でも、福建を中心とする中国大陸各地や台湾、東南アジアの華人社会で信仰されている。主に城隍廟や東嶽廟といった地獄関係の廟に無常の塑像が祀られており、これらの廟の祭り（迎神賽会）では無常の被り物が練り歩いている。また祭祀演劇の「目連戯」（目連救母）にも登場する。
ゲーム『IdentityV 第五人格』や『返校』、ドラマ『山河令』といった中国の娯楽作品にも登場する。日本では漫画『ネクログ』に登場する。